# Dutch International 2024
Die Dutch International 2024 im Badminton fanden vom 14. bis zum 17. März 2024 in Wateringen statt. Es war die 23. Austragung der Titelkämpfe.

## Austragungsort
- Velohal, Noordweg 26

## Sieger und Platzierte
| Disziplin    | Gold                       | Silber                           | Bronze                                             |
| ------------ | -------------------------- | -------------------------------- | -------------------------------------------------- |
| Herreneinzel | Mads Juel Møller           | Andi Fadel Muhammad              | King Kien Hwa                                      |
| Herreneinzel | Mads Juel Møller           | Andi Fadel Muhammad              | Tharun Mannepalli                                  |
| Dameneinzel  | Isharani Baruah            | Devika Sihag                     | Rachel Chan                                        |
| Dameneinzel  | Isharani Baruah            | Devika Sihag                     | Eng Ler Qi                                         |
| Herrendoppel | Rory Easton Alex Green     | Louis Ducrot Quentin Ronget      | Hariharan Amsakarunan Ruban Kumar Rethinasabapathi |
| Herrendoppel | Rory Easton Alex Green     | Louis Ducrot Quentin Ronget      | Suraj Goala Pruthvi Krishnamurthy Roy              |
| Damendoppel  | Ashwini Bhat Shikha Gautam | Anna-Sofie Nielsen Mette Werge   | Irina Amalie Andersen Iben Bergstein               |
| Damendoppel  | Ashwini Bhat Shikha Gautam | Anna-Sofie Nielsen Mette Werge   | Arathi Sara Sunil Varshini Viswanath Sri           |
| Mixed        | Rory Easton Lizzie Tolman  | Oleksii Titov Yevheniia Kantemyr | Jakob Ekman Nathalie Wang                          |
| Mixed        | Rory Easton Lizzie Tolman  | Oleksii Titov Yevheniia Kantemyr | Kristoffer Kolding Mette Werge                     |